# 兴宁桥
兴宁桥是中华人民共和国浙江省宁波市境内一座跨奉化江桥梁。桥梁西接海曙区解放南路、灵桥路，东连鄞州区兴宁路。兴宁桥为混凝土简支梁桥，总长349.5米，宽21.5米，其中两侧人行道各宽3米，车行道宽15米，跨径160米，两段设有锯齿形伸缩缝。桥梁由宁波市建设局设计室设计，东海舰队工程指挥部、宁波市规划处、上海市市政工程研究所协助完成，海军负责打桩，宁波市政工程公司负责其余部分施工，始建于1982年1月，建成于1985年12月31日，总投资819.74万元。